# إكسبرس الهندية
إكسبرس الهندية أو إنديان إاكسبرس (بالإنجليزية: The Indian Express)‏  هي صحيفة يومية هندية باللغة الإنجليزية. تم نشرها في مومباي من قبل مجموعة إكسبريس الهندية. في عام 1999، بعد ثماني سنوات من وفاة مؤسس المجموعة رامنات جونكا في عام 1991، تم تقسيم المجموعة بين أفراد الأسرة. طبعات جنوب البلاد أخذت اسم نيو انديان إكسبريس، في حين أن طبعات شمال البلاد، ومقرها في مومباي، أبقت الاسم الأصلي انديان إكسبريس، مع إضافة «الـ» التعريف "the" على العنوان. في الوقت الحاضر شيخار غوبتا هو رئيس تحرير المجموعة إنديان إكسبريس.
تُطبع صحيفة انديان إكسبريس في أحد عشر موقعاً دلهي ومومباي وجايبور وناغبور، وبونه، وكولكاتا، وفادودارا، وشانديغار، لكناو وأحمد آباد وتيروباتي.

## روابط خارجية
- اكسبريس الهندية على موقع روتن توميتوز (الإنجليزية)